# Société des amis des Noirs

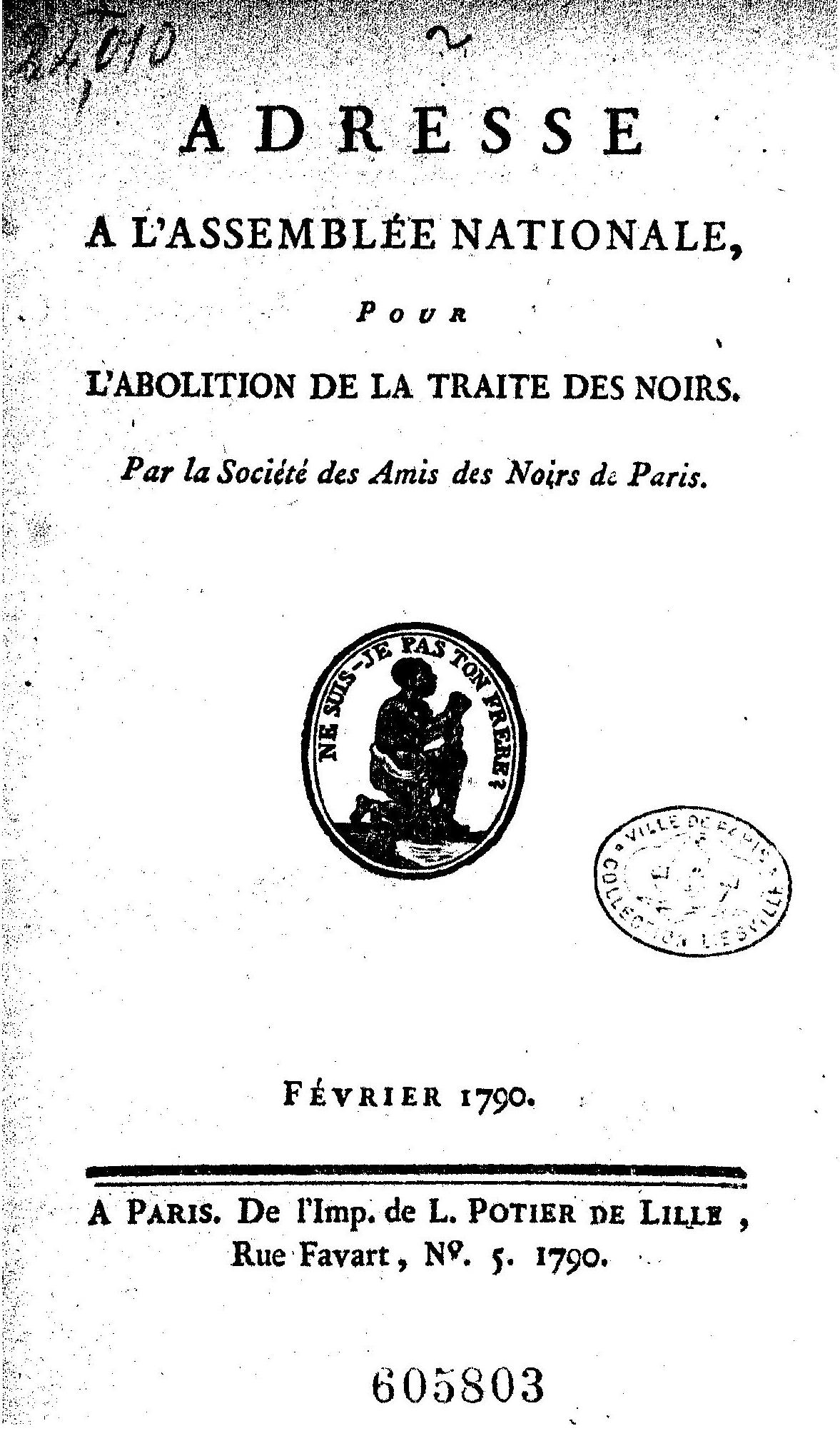
Titelpagina van een oproep van de Société des amis des Noirs in de Assemblée Nationale in 1790

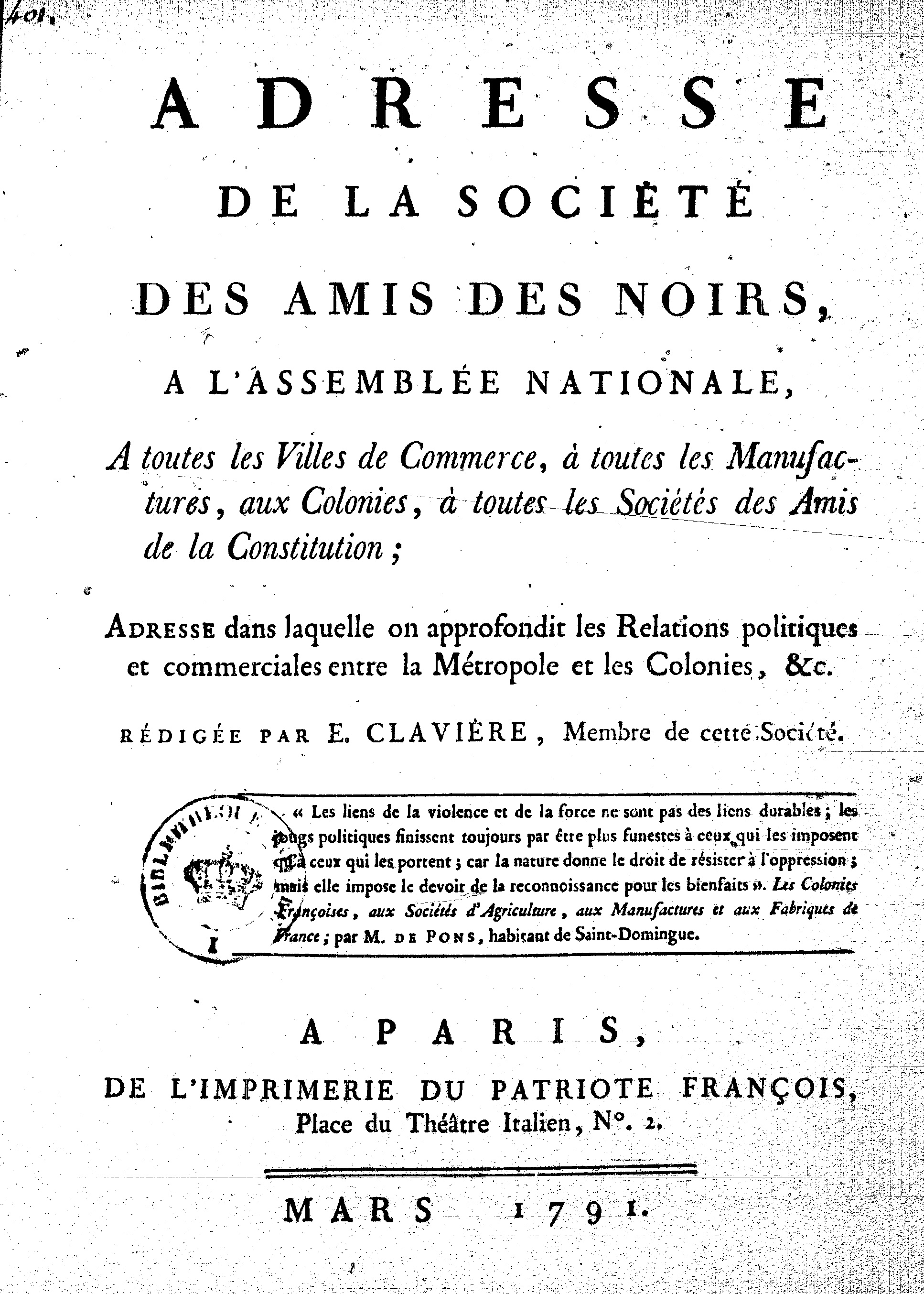
Oproep van de Société in de Assemblée Nationale, maart 1791

De Société des amis des Noirs was een maatschappelijke groepering, ontstaan vlak voor de Franse Revolutie op 19 februari 1788. Ze had als doel de onmiddellijke afschaffing van de slavernij en werd geleid door Jacques Pierre Brissot en Étienne Clavière. In 1789 telde de vereniging 141 leden waaronder beroemdheden als Condorcet, La Fayette, Étienne-Charles de Loménie de Brienne, abbé Henri Grégoire, Dominique de La Rochefoucauld, Louis Monneron, Léger-Félicité Sonthonax en Jérôme Pétion de Villeneuve. Tussen 1789 en 1793 publiceerde de vereniging in verschillende tijdschriften zoals Patriote français, L'Analyse des papiers anglais, Le Courrier de Provence, La chronique de Paris. Deze vereniging was vooral theoretisch bezig en had dus niet de praktische efficiëntie van andere abolistionistische groeperingen.

## Ontwerp
De Amis kwamen op voor de vrijheid in de Franse kolonies. Ze meenden dat de idealen van de Franse Revolutie ook in de kolonies van toepassing zouden moeten zijn. Het concept van liberté, égalité, fraternité omvatte het begrip slavernij niet omdat de Nationale Grondwetgevende Vergadering (Assemblée Constituante) dacht dat abolitie slecht zou zijn voor de Franse economie. De Société des amis des Noirs zag de afschaffing van de slavernij als onmiddellijk doel (programma van Markies de Condorcet) ondanks de oproepen van Thomas Clarkson (een vooraanstaand Brits abolitionist) om enkel tegen de slavenhandel te ageren.
Als reactie tegen de Société des amis Noirs richtten enkele blanke anti-abolitionisten Club Massaic op. Zij hadden de steun van de publieke opinie omwille van het economisch argument.

## Belangrijke leden
- Joseph Bologne Chevalier de Saint-George
- Jacques Pierre Brissot
- Jean-Louis Carra
- Étienne Clavière
- Étienne Charles de Loménie de Brienne
- Marquis de Condorcet
- Henri Grégoire
- Marquis de La Fayette
- Dominique de La Rochefoucauld
- Honoré Gabriel de Riqueti, comte de Mirabeau
- Léger-Félicité Sonthonax
- Jérôme Pétion de Villeneuve